# Bangweulusjön

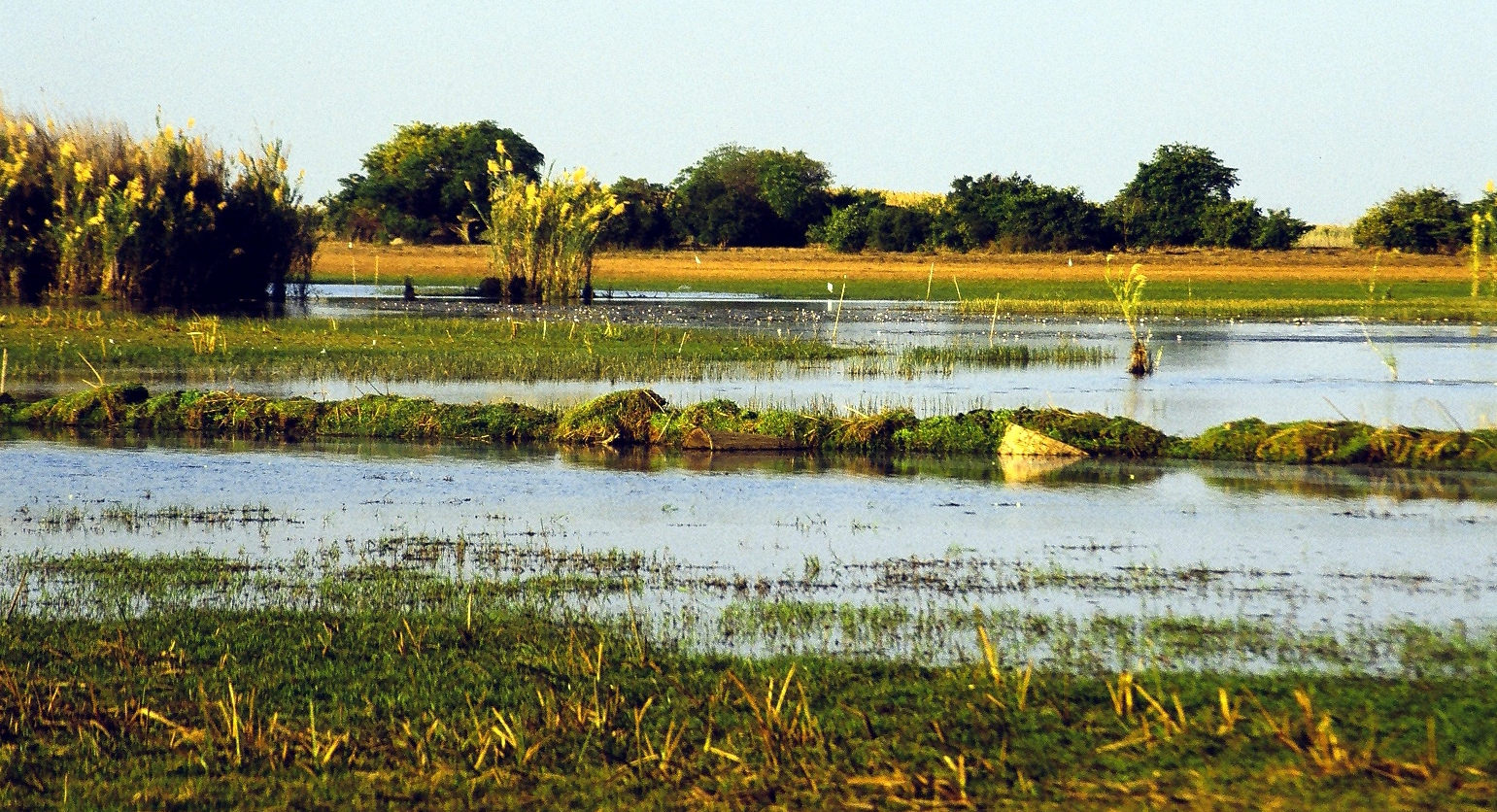
Bangweulu träskmark under torrsäsongen.

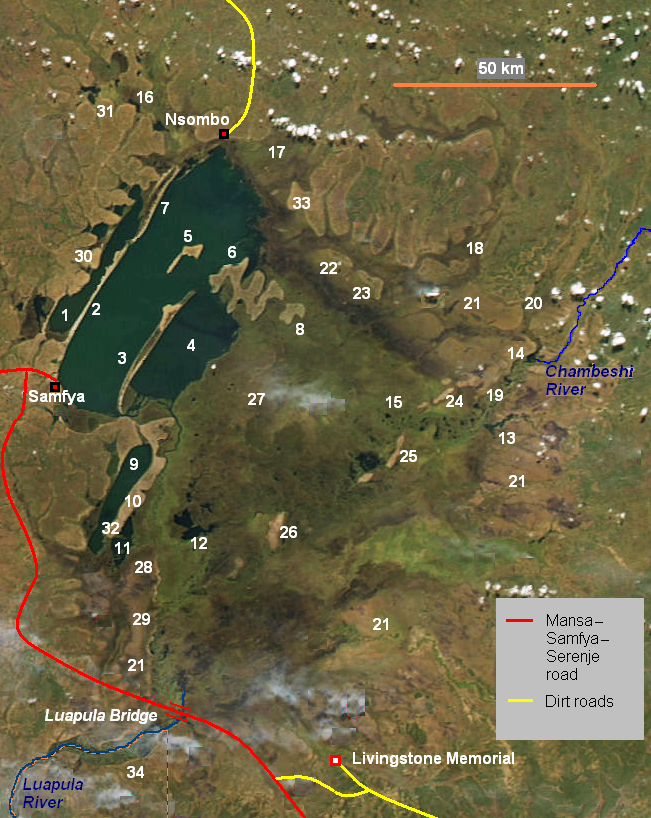
Satellitfoto av Bangweulusjön (uppe till vänster) och Bangweuluträsken (i mitten). Vatten visas som mörkgtönt. Nyckel: 1 Lake Chifunabuli, 2 Ifunge Peninsula, 3 Mbabala Island, 4 Lake Walilupe, 5 Chishi Island, 6 Chilubi Island, 7 Ifunge Mwenzi Island, 8 Nsumbu Island, 9 Lake Kampolombo, 10 Kapata Peninsula, 11 Lake Kangwena, 12 Lake Chali, 13 Lake Chaya, 14 Lake Wumba, 15 Pook Lagoon, 16 Lupososhi Estuary, 17 Luena Estuary, 18 Lukuto Estuary, 19 Chambeshi Estuary, 20 Luansenshi River, 21 Grassy floodplains, 22 Chichile Island, 23 Kasansa Island, 24 Panyo Island, 25 Nsalushi Island, 26 Ncheta Island, 27 Lunga Bank, 28 Kasenga, 29 Kataba, 30 Lubwe, 31 Kasaba, 32 Twingi, 33 Chaba, 34 Congo Pedicle.

Bangweulusjön (i folkmun Bembasjön) är en sjö och träskmark i Zambia i Afrika. Sjön är mycket grund och det största djupet ligger på fem - tio meter. Arean varierar flitigt, men öppet vatten ligger mellan 2 000  och 4 000 km², som kan växa till 15 000 km², när omgivande träskmark svämmas över i regnperioderna. Bangweulusjön stränder är därför på sina håll mycket sumpiga. Luapulafloden är sjöns utlopp. Den första europé som år 1868 nådde fram till sjön var David Livingstone, vars minnesmärke står vid Old Chitambo, 10 km söder om översvämningsområdet.

## Sektioner av Bangweulusjön
Siffror inom parentes — (12) — hänvisar till platser på satellitbilden.
En anmärkningsvärd egenskap hos Bangweulu-systemet är en serie parallella sandiga åsar som löper från sydväst till nordost. Dessa är särskilt slående på satellitfotografier och är lätta att se längs den nordvästra stranden, Lifunge-halvön (2), Mbalala Island (3), Chilubi Island (6) och Kapata-halvön (10). De delar upp sjön i tre sektioner parallellt med dess huvudaxel. Man delar av en sektion som kallas Chifunabulisjön (1), 50 km lång men bara 5 km bred. Dess ingång genom en lucka i sandrevlarna (i slutet av Lifunge-halvön) är bara 250 m bred. En annan sandig ås, Mbabala Island, delar av en sektion som kallas Lake Walilupe (4), 30 km lång och 13 km bred. Den huvudsakliga, mellersta, delen av sjön mellan Ifunge och Mbabala är endast känd som Bangweulu.
Det finns många vikar, mindre sjöar och laguner runt Bangweulusjön, förbundna med öppet vatten, smala kanaler eller träsk. Den största är Kampolombosjön (9), 30 km gånger 5 km söder om Walilupesjön och ansluten till den med en 7 km lång kanal. Den 32 km långa Kapatahalvön ligger mellan Kampolombosjön och träsken; vid dess spets på den östra sidan är den 15 km långa sjön Kangwena (11).)
Endast den västra sidan av sjön och några av öarna har en väldefinierad strand, med sandstränder på platser särskilt runt Samfya, även om även där är några av vikarna sumpiga.

## Bangweuluträsken

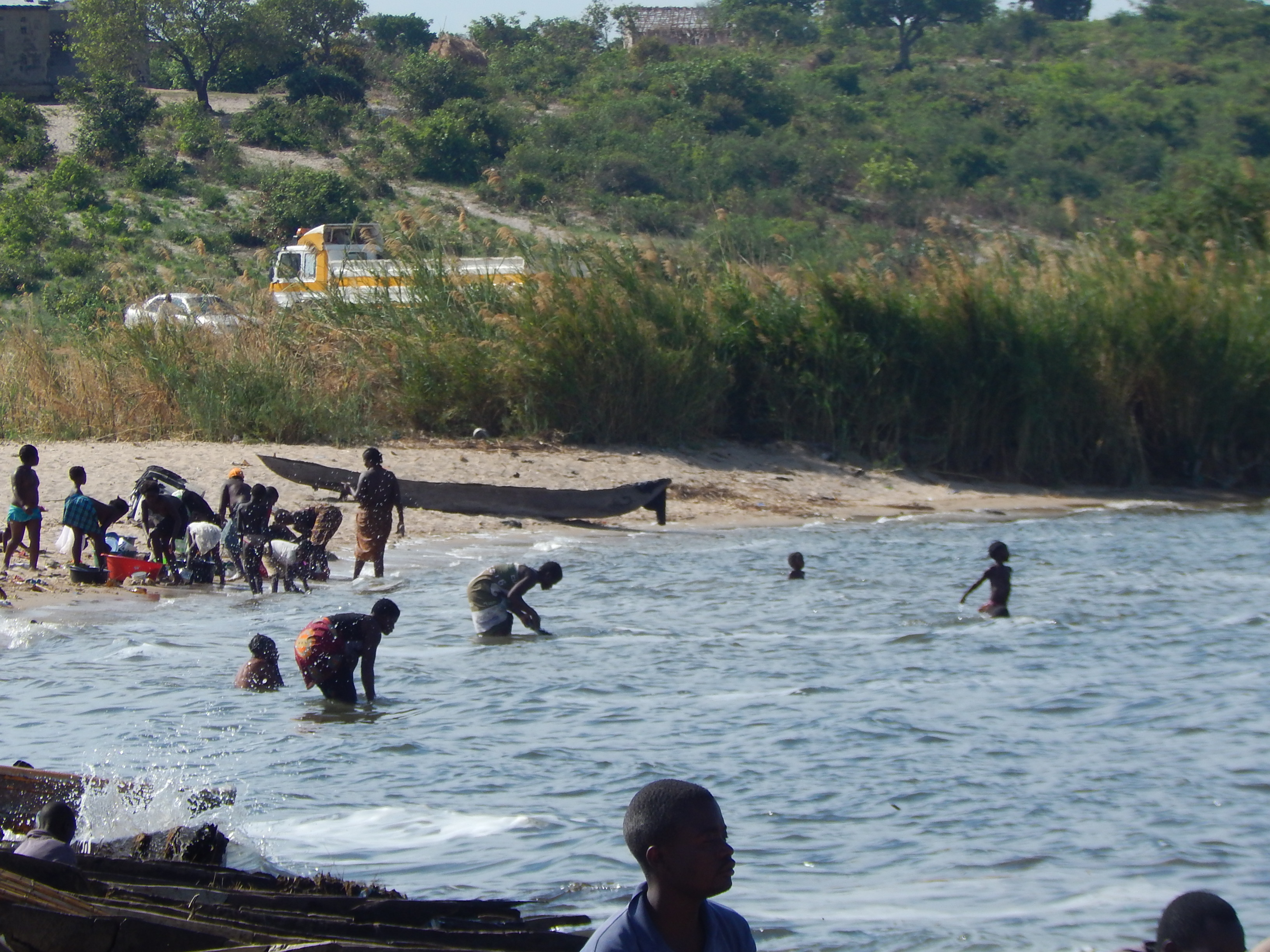
Lokalbefolkning på Bangweulusjöns strand

Bangweuluträsken, som är större än sjön, sträcker sig från nordväst medurs runt till söder. Huvuddelen täcker ett område på ungefär 120 km x 75 km och de är normalt inte mindre än 9 000 km².

### Floder och kanaler genom träsken
Bangweuluträsken får sitt vatten huvudsakligen från nordost av Chambeshifloden, och dräneras söderut till Luapulafloden. Sjön är ansluten till dessa floder, och de med varandra, genom en stor mängd av kanaler genom träsken som kan kvävas av vegetation och ändra deras lopp; det finns ingen enkel navigering mellan dem. Flytande bäddar av papyrus kan minska kanalernas bredd så mycket att endast urgröpta kanoter kan passera. Motoriserade fartyg hindras av sin bredd såväl som av växtlighet som snor in sig i propellrarna. Sedan kolonialtiden har försök gjorts att förbättra navigeringen och ändra dräneringsmönstret genom att gräva kanaler genom träsket.
År 1942 gjordes försök, med begränsad framgång, att skära av ett utlopp från sjön Walilupe till Luapulas utlopp från träsken, för att tillåta motorbåtar att transportera kassava och andra produkter från sjöns norra del till Kapalala färja på Luapula och därifrån till Copperbelt.

## Fiske
Sjön räcker till för en säsongsbunden fiskenäring och befolkningen kan öka markant under säsongen. År 1989 uppskattades den genomsnittliga årliga fångsten till 11 900 ton, fångad av 10 300 personer med 5 305 stockbåtar, 114 trä- och glasfiberbåtar och endast 54 båtar med utombordsmotor. År 2000 var fångsten 13 500 ton.

## Europeisk exploatering
Sjön var känd för européer från rapporter från hövdingar som Kazembe och från swahilihandlare, och den kallades ibland för "Bembasjön" från namnet på den dominerande stammen. År 1868 var upptäcktsresanden och missionären David Livingstone den första europén som såg sjön vid den norra änden av sjön Chifunabuli. Han fördes med kanot ända till Mbabala Island. Hans sista expedition några år senare grundades i träsken och deras labyrint av skiftande kanaler när han kämpade för att upptäcka floderna som rinner in och ut ur sjön. Han dog 1873 i hövding Chitambos by på kanten av den södra översvämningsslätten, cirka 100 km från själva sjön.
Platsen är markerad av Livingstone Memorial. Sjön undersöktes delvis 1883 av den franske resenären Victor Giraud och omseglades först av Poulett Weatherley 1896.

### Fotnoter
1. 1 2  NRZAM.org website: Directorate of Colonial Surveys: Map of Bangweulu Swamps (1952). Läst 29 november 2021.
2. 1 2  Google Earth (http://earth.google.com) Läst 29 november 2021.
3. ↑  ILEC Data Summary: Lake Bangweulu. Läst 29 november 2021
4. ↑  ”MINISTERIAL STATEMENT ON THE INLAND WATER TRANSPORT IN ZAMBIA” (på engelska). Ministry of Communications and Transport. https://www.parliament.gov.zm/sites/default/files/images/publication_docs/Ministerial%20Statement%20Wednesday%2010th.pdf. Läst 29 november 2021.
5. ↑  ”Bangweulu” (på engelska). Encyclopaedia Britannica. https://www.britannica.com/place/Bangweulu. Läst 29 november 2021.
6. ↑  W.V Brelsford (juli–augusti 1945). ”Making an Outlet from Lake Bangweulu” (på engelska). The Geographical Journal. https://www.jstor.org/stable/1790102. Läst 29 november 2021.
7. ↑  Jul-Larsen, E. et al.: "Management, co-management or no management? Major dilemmas in southern African freshwater fisheries. Part 2: Case studies".  FAO Fisheries Technical Papers T426/2 (2003) ISBN 92-5-105032-5. Läst 29 november 2021.
8. ↑  David Livingstone och Horace Waller (ed.): The Last Journals of David Livingstone in Central Africa from 1865 to his Death. Två volymer, John Murray, 1874. Läst 29 november 2021
9. ↑  ”Bangweulu” (på engelska). 1911 Encyclopædia Britannica. https://en.wikisource.org/wiki/1911_Encyclop%C3%A6dia_Britannica/Bangweulu.